# Кафетерий льгот
Кафетерий льгот (от англ. «cafeteria plan» — «план кафетерия») или Система гибких льгот — способ социальной мотивации сотрудников, в рамках которого им предоставляется право выбирать для себя те льготы и бенефиты, которые представляют лично для них наибольший интерес.

## История
Впервые термин «План кафетерия» («Cafeteria plan») был применен в 1987 году в США — в рамках принятия Раздела 125 «Налогового кодекса США 1986 года». Раздел 125 посвящен принципам налогообложения льгот, которые работодатели предоставляют сотрудникам на выбор. К настоящему моменту этот перечень льгот включает (но не ограничивается перечисленным):
- ряд медицинских и страховых услуг,
- покупку лекарств и медицинского оборудования,
- предоставление образовательных услуг,
- компенсацию проезда, питания, спорта, мобильной связи, электроэнергии,
- пенсионные выплаты,
- способы улучшения условий на рабочих местах.

Понятие «Кафетерий льгот» как способ мотивации персонала было предложено профессором Райнером Марром из Мюнхенского университета в 1993 году. Р. Марр рекомендовал следующий перечень льгот и бенефитов для включения в план гибких льгот компаний:
- ежемесячные или ежегодные выплаты наличными,
- предоставление дополнительных дней отдыха,
- страховые услуги,
- дополнительные пенсионные выплаты,
- владение акциями компании,
- льготные ссуды сотрудникам.

По данным исследования, проведенного в 2006 году компанией Ernst & Young, только 3% российских компаний, участвовавших в опросе, утвердительно ответили на вопрос о том, предоставляют ли льготы и бенефиты своим сотрудникам в формате кафетерия льгот.
Интерес к таким системам возник ввиду того, что предоставляемые дополнительные льготы пользуются у сотрудников разной популярностью и необходимы им в разной степени, и, следовательно, с точки зрения работодателя, социальный пакет, навязанный сотруднику, может не оправдать затраченные на него средства.
Средние и крупные бизнесы в России (в основном представительства иностранных компаний) начали предоставлять сотрудникам дополнительные льготы и бенефиты в формате кафетерия льгот в середине 2010-х гг.
В 2022 году, в разгар пандемии коронавируса COVID-19, у многих работодателей возникла острая потребность поддержать сотрудников, работающих в удаленном режиме. Одним из способов выразить заботу и оказать поддержку «удаленщикам» стало предоставление возможности сотрудникам сформировать их социальный пакет самостоятельно, с учетом индивидуальных пожеланий.

## Принцип работы кафетерия льгот

### Зона ответственности
В сфере управления персоналом (HR, от англ. «Human Resources» — человеческие ресурсы, персонал) принято выделять функцию компенсаций и льгот (C&B, от англ. «compensations and benefits» — компенсации и льготы). В задачи сотрудников этой функции входит, в том числе, управление процессом предоставления льгот и бенефитов работникам компании.

### Сравнение кафетерия льгот с фиксированным соцпакетом
Фиксированный социальный пакет имеет идентичный формат для всех работников компании и включает льготы и бенефиты, выбранные и утвержденные работодателем. Многие исследования популярности льгот наглядно демонстрируют, что самой часто встречающейся льготой, предлагаемой работодателем, является полис добровольного медицинского страхования (ДМС).
Гибкая система льгот по принципу кафетерия выглядит иначе. Вместо стандартного набора социальных льгот сотрудникам предоставляют чаще всего три варианта наборов льгот:
1. Пакетный — сотрудник может выбрать один из сформированных работодателем пакетов льгот, уже включающих в себя несколько льгот и бенефитов, без возможности точечно изменить наполнение в рамках предложенного пакета; наименее гибких из трех вариантов, но, тем не менее, подразумевающий выбор в отличие от подхода с фиксированным наполнением социального пакета;
2. Кафетерий с базовым набором льгот — сотрудник получает по умолчанию базовые льготы, например, добровольное медицинское страхование (ДМС), страхование от несчастных случаев и болезней (НС). Базовые льготы доступны каждому сотруднику независимо от уровня должности и региона трудоустройства. Кафетерий же предоставляется в виде «кошелька», баланс которого сотрудник может потратить, выбирая из широкого «меню кафетерия» по-настоящему нужные льготы. Сотрудники самостоятельно формируют свой социальный пакет, выбирая из предложенного работодателем каталога именно те поощрения, которые им наиболее актуальны в данный момент, которые их мотивируют в наибольшей степени. Выбор осуществляется в рамках отведенного каждому сотруднику бюджета гибких льгот;
3. Кафетерий с базовым набором льгот с мотивационной частью — аналогичен предыдущему варианту, и дополнительно у сотрудников есть возможность пополнять свой баланс баллов гибких льгот, выполняя специальные корпоративные условия (достижение поставленных бизнес-задач, участие в проектах, конкурсах и других инициативах компании).

Основа принципа кафетерия — свободный выбор льгот, персонализация выбора с целью повышения лояльности сотрудников и повышения эффективности расходования бюджета на льготы.

### Преимущества и недостатки кафетерия льгот

#### Преимущества
1. Персонализация социального пакета как фактор заботы о сотрудниках, их нуждах и улучшении качества их жизни;
2. Привлечение внимания сотрудников к ценностям, которые транслирует компания — через предоставление определенного набора льгот и бенефитов;
3. Демонстрация уважения компании к личным потребностям сотрудников, готовность дать инструменты для решения частных проблем сотрудников;
4. Возможность предоставлять актуальные и разнообразные льготы как в крупных городах, так и в регионах, не ущемляя сотрудников в географически отдаленных населенных пунктах;
5. Повышение лояльности сотрудников компании за счет свободы выбора бенефитов, вовлечение сотрудников в процесс выбора является своего рода нематериальной мотивацией; по результатам исследования компании MetLife в 2019[8] году в США 72% опрошенных подтвердили, что предоставление права самостоятельно формировать социальный пакет из наиболее актуальных на момент выбора льгот и бенефитов повысило бы лояльность работников к работодателю;
6. Развитие HR-бренда, улучшение имиджа работодателя на рынке труда, привлечение сильных и высококвалифицированных кандидатов на вакантные позиции;
7. Удержание сотрудников, снижение текучести персонала;
8. Снижение показателя абсентеизма за счет привлечения внимания сотрудников к заботе о физическом и психическом здоровье, а также за счет предоставления соответствующих льгот и бенефитов (медицинские страховки, обследования, компенсация покупки медикаментов, абонементы в фитнес-клубы, бассейн, телемедицина, консультации с психологом, нутрициологом, фитнес-тренером, специалистом по здоровому образу жизни);
9. Увеличение показателей эффективности сотрудников;
10. Повышение эффективности использования бюджета на льготы и бенефиты: компания платит только за те сервисы, которые действительно нужны сотрудникам.

#### Недостатки
1. Сложность самостоятельного администрирования всех льгот — в случае отсутствия IT-решения;
2. Формат кафетерия льгот подходит не для всех компаний. Задачи в сфере управления персоналом, которые решает внедрение системы гибких льгот, наиболее актуальны для компаний с численностью от 50 сотрудников. Наибольшую эффективность система гибких льгот демонстрирует в средних (>200 сотрудников) и крупных (>1000 сотрудников) компаниях, имеющих представительства, офисы и производственные площадки в разных городах;
3. Корпоративный бюджет на льготы и бенефиты должен быть достаточным для оплаты пользования ИТ-платформой и предоставления сотрудникам индивидуальных бюджетов для выбора льгот. Комфортной для восприятия годовой суммой, которую сотрудник может потратить на льготы по выбору, можно считать эквивалент одного среднемесячного дохода сотрудника.

### Автоматизация процесса
В 2018 году компания Mercer Marsh провела исследование HR-практик и подходов в области корпоративных льгот. В исследовании приняли участие 146 компаний, 86% из которых являются представительствами / филиалами международных компаний в России. Согласно результатам обзора:
- около 60% респондентов внедрили/находятся в процессе внедрения/планируют внедрить систему гибких льгот в ближайшие 5 лет;
- среди проблем, удерживающих компании от перехода на гибкие льготы или затрудняющих процесс, 87% респондентов отметили сложность администрирования, 60% — отсутствие IT решения, 57% — отсутствие бюджета, 52% — сложность разработки системы управления гибкими льготами. Суммарно 78% основных причин подразумевают отсутствию IT-решения, которое бы отменило необходимость «ручного» труда специалистов по компенсациям и льготам.

С точки зрения автоматизации процесса можно выделить 6 наиболее часто встречающихся в российских компаниях форматов предоставления гибких льгот:
1. В форме компенсации: компания утверждает перечень услуг, товаров, доступов, подписок, абонементов, которые сотрудники приобретают на собственные средства и позднее получают компенсацию, предоставив платежные документы в отдел по работе с персоналом. Компания, таким образом, не вовлекается в заключение прямых контрактов с поставщиками льгот (кроме корпоративного договора на услуги добровольного медицинского страхования, страхования от несчастных случаев и болезней), но обрабатывает огромное количество документации для выплаты компенсации сотрудникам.
2. Неавтоматизированный: без использования какой-либо онлайн-платформы, чаще всего в табличной форме. Компания заключает прямые договоры с поставщиками льгот (количество зависит от целей компании и ее административных ресурсов) и администрирует их собственными силами, как правило, фиксируя предоставление льгот отдельным сотрудникам в таблицах и дополнительных соглашениях с поставщиками льгот. Этот сценарий — трудозатратный для компании, по-настоящему широкий выбор льгот организовать своими силами сложно.
3. Витрина скидок в офлайн- и онлайн-магазины. Как правило, это доступ, который компания-работодатель приобретает для своих сотрудников у разработчиков маркетплейса скидок. Такой формат помогает работодателям открывать одинаковый доступ к бенефитам для сотрудников всех городов и регионов. На платформах-маркетплейсах скидок чаще всего не предусмотрена возможность сделать доработку под компанию-клиента и добавить дополнительные бенефиты и локальных поставщиков льгот из небольших населенных пунктов (актуально для удаленных регионов).
4. Маркетплейс предоплаченных целевых банковских карт и сертификатов. Эти продукты занимают заметную долю в рынке льгот и бенефитов, поскольку удобны в оформлении и использовании. Благодаря концепции «целевых» банковских карт работодатель может предоставить сотрудникам возможность расплачиваться картами только в тех торговых точках, которые относятся к спектру действия карты — и которые соответствуют концепции льгот, утвержденной работодателем. Данный вид цифровых платформ предполагает продажу конкретного продукта без возможности добавления других льгот, например, страховых услуг, скидок, подписок на сервисы.
5. Автоматизированный кафетерий льгот — сервисное ИТ-решение, профессиональная платформа-агрегатор, объединяющая все возможные виды льгот и бенефитов и предусматривающая доработки под клиента. Основная задача такого продукта — автоматизировать бизнес-процесс по формированию гибкого пакета социальных льгот, сделать его прозрачным, сократить затраты на его администрирование, а также помочь администрировать добровольное медицинское страхование (ДМС) базовый пакет льгот. Провайдер услуги «Кафетерий льгот», разработавший функционал онлайн-платформы, открывает доступ компании-работодателю и создает страницу с доступом для всех ее сотрудников. Работодатель формирует наполнение кафетерия льгот в зависимости от политики по компенсациям и льготам и исходя из целей предоставления льгот и бенефитов (например, оздоровление сотрудников, поддержка семей и т.д.). Наполнение кафетерия может включать: страховые услуги, электронные сертификаты, предоплаченные банковские карты, абонементы, подписки, доступы к разным сервисам и услугам. У платформ-агрегаторов есть обширный каталог льгот и бенефитов, а также прямые контракты с большим количеством поставщиков льгот. Работодатель приобретает услугу подключения к платформе и утверждает перечень бенефитов, которые хотел бы предоставить на выбор своим сотрудникам. Потребность в заключении прямых контрактов с поставщиками сохраняется только для добровольного медицинского страхования и учета его стоимости в расходах при исчислении налоговой базы по налогу на прибыль организаций. С момента подключения кафетерия льгот процесс выбора бенефитов сотрудниками полностью автоматизирован — это возможно за счет обмена данными между платформой и кадровой системой работодателя, а также между платформой и сервисами обработки данных поставщиков льгот. Администрирование большинства процессов по выбору льгот происходит онлайн под контролем специалистов платформы-агрегатора. Чаще всего у разработчиков такой платформы присутствует возможность гибкой до настройки или разработки дополнительного функционала.

Чаще всего кафетерий льгот работает на основе автоматизированной платформы, которая устроена по принципу конструктора. В личном кабинете сотрудник видит согласованный работодателем список доступных льгот. Далее он собирает свой индивидуальный пакет бенефитов. В зависимости от подхода, выбранного работодателем, сотрудник может оформлять доступ к выбранным льготам через автоматизированную платформу либо подает документы на получение денежной компенсации за покупку абонементов, сертификатов, доступов, подписок и пр., включенных в список допустимых льгот.
Грамотно разработанная платформа полностью решает задачи электронного документооборота с поставщиками льгот и страховыми компаниями, обеспечивает софинансирование льгот, собирает отклики сотрудников и предоставляет аналитику специалистам по компенсациям и льготам.

### Геймификация
Геймификация, или игрофикация, — это внедрение игровых элементов в неигровую деятельность, например, учебу или работу. Такой подход позволяет повысить мотивацию, включенность в бизнес-процессы, сплочает коллектив, генерирует вдохновение, энтузиазм и позитивный эмоциональный пользовательский опыт.
Предоставляя сотрудникам возможность самостоятельно формировать их социальный пакет, работодатель не просто компенсирует расходы сотрудникам, а вовлекает их в некую корпоративную игру, где есть выбор и простые правила. Элемент геймификации делает процесс более увлекательным и интересным, его можно сравнить с поиском «сокровищ». В данном случае «сокровища» — это льготы и бенефиты, которые идеально закрывают личные потребности конкретного сотрудника в текущий момент.
Результат участия в этой «игре» предусматривает взаимовыгодный формат «win-win»: работник удовлетворяет собственные потребности, испытывает благодарность к работодателю за предоставленный выбор и выделенные средства, и уровень его лояльности к компании растет. Компания же может быть уверена, что бюджет на льготы действительно расходуется на те виды социальной поддержки, которые важны сотрудникам: персонализация соцпакета этому максимально способствует.
Позитивным эмоциональным пользовательским опытом, который получают при выборе льгот, сотрудники склонны обмениваться в рамках общения с коллегами и с кругом знакомых вне работы. Таким образом, благодаря впечатлениям формируется позитивный образ и системы гибких льгот, и компании-работодателя в целом.

### Оценка эффективности системы гибких льгот
Для оценки эффективности системы гибких льгот анализируют следующие метрики:
- уровень общей удовлетворенности сотрудников предоставленными льготами, %
- показатель использования каждой отдельно взятой льготы («утилизация льгот»), % сотрудников
- % затрат на льготу в общем бюджете на льготы
- доля сотрудников, воспользовавшихся правом выбора льгот, от общего числа сотрудников, %
- зависимость выбора тех или иных льгот от пола, возраста, уровня должности и региона проживания сотрудника

По результатам проведенного анализа компании-работодатели при необходимости корректируют перечень льгот, которые предоставляют сотрудникам на выбор.

## Виды бенефитов в кафетерии льгот
Льготы и бенефиты, которые предлагаются в кафетерии льгот, следует отличать от социальных гарантий, предоставляемых работодателем по закону в рамках требований ТК РФ. Система гибких льгот — это дополнительные привилегии, которые компания предлагает как бонус для сотрудника, и делает это на усмотрение менеджмента и исходя из экономических возможностей. Льготы и бенефиты кафетерия призваны сделать жизнь сотрудников более комфортной и благоприятно повлиять на их здоровье, физическое и ментальное, на безопасность, удобство передвижения, возможности обучения и развития — профессионального и в рамках хобби, проведение досуга, развлечения, обустройство жилья и улучшение качества жизни в целом. Среди видов бенефитов, которые компании предлагают своим сотрудникам, встречаются:
- Добровольное медицинское страхование для сотрудника
- Добровольное медицинское страхование для родственников
- Оплата отдельных медицинских услуг, включая стоматологию
- Покупка лекарств
- Материальная помощь, компенсации, выплаты при чрезвычайных ситуациях, к памятным событиям, в ряде личных обстоятельств
- Страхование от несчастных случаев и болезней
- Онкострахование
- Льготное кредитование
- Страхование движимого и недвижимого имущества
- Страхование жизни и здоровья домашних животных
- Компенсация спорта, фитнеса, участия в соревнованиях
- Компенсация проезда к месту отдыха, проживания в отелях
- Оплата санаторно-курортного лечения
- Путевки в детский лагерь
- Билеты на культурные мероприятия
- Консультации помогающих специалистов (психолог, юрист, финансовый консультант, фитнес-тренер, нутрициолог, специалист по профориентации, детский психолог)
- Оплата проезда к месту работы
- Компенсация использования личного автомобиля, ГСМ, обслуживания
- Оплата питания
- Компенсация обучения, в т.ч. не связанного с работой
- Оплата курсов иностранных языков
- Оплата мобильной связи
- Сертификаты для оплаты покупок и услуг
- Хобби и развлечения
- Дополнительные оплачиваемые дни отпуска
- Дополнительные оплачиваемые дни больничного листа
- Корпоративные скидки в компаниях-партнерах

## Бюджет на кафетерий льгот
Чаще всего на гибкие льготы компании тратят от 40 000 до 50 000 рублей на одного сотрудника в год (данные на 2022 год), что сопоставимо с 90% от одного медианного среднемесячного дохода по России.

### Налогообложение льгот
Одна из самых трудоемких и важных процедур в процессе перехода на кафетерий льгот — расчет бюджета на льготы, лимитов для разных категорий сотрудников и стоимости каждой льготы.
Расходы на ряд социальных выплат и льгот, предоставляемых сотрудникам, согласно статье 270 НК РФ нельзя отнести к затратам, которые уменьшают налогооблагаемую прибыль (как, например, расходы на ДМС при соблюдении ряда условий). Некоторые расходы разрешается покрывать лишь за счет чистой прибыли, которая осталась после уплаты налогов. Таким образом, к сумме затрат на такие льготы и бенефиты важно рассчитать и сумму налогов.
Льготы и бенефиты должны облагаться налогом на доходы физических лиц, и — при желании работодателя компенсировать НДФЛ сотрудникам, — важно учесть в общем бюджете на льготы и бенефиты сумму НДФЛ с надбавкой «до вычета налогов» и сумму социальных взносов и отчислений.

### Лимит баллов для отдельно взятого сотрудника
Размер суммы начисления внутренней валюты кафетерия льгот для отдельно взятого сотрудника может зависеть от ряда факторов и их комбинаций (не обязательно всех), которые важны для работодателя и соответствуют утвержденному корпоративному подходу к предоставлению льгот и бенефитов. Примеры таких факторов:
- уровень должности (грейда) сотрудника
- регион работы и проживания
- непрерывный стаж работы
- результативность сотрудника (выполнения KPI)
- индивидуальные достижения за предыдущий календарный год либо другой установленный период
- индивидуальные условия трудового договора

### Цикл начисления и расходования баллов
При переходе на систему гибких льгот работодатель выбирает длину цикла для начисления и расходования сотрудниками валюты кафетерия льгот. Наибольшей популярностью — у 70% компаний — пользуется период длиной в 1 год, реже работодатели выбирают начисление баллов кафетерия ежемесячно, ежеквартально или 1 раз в полгода.